# Xanthorhoe munitata
Xanthorhoe munitata är en fjärilsart som beskrevs av Jacob Hübner. Xanthorhoe munitata ingår i släktet Xanthorhoe och familjen mätare. Inga underarter finns listade i Catalogue of Life.